# Wendländische Tracht
Die Wendländische Tracht bezeichnet die historische Kleidung der ländlichen Bevölkerung, hier näher beschrieben ab 1850, im Hannoverschen Wendland im nordöstlichsten Teil von Niedersachsen. Ältere Formen der Tracht reichen zurück in das 18. Jahrhundert.

## Allgemeines

Detail eines Mützenbandes aus dem Hannoverschen Wendland, um 1860

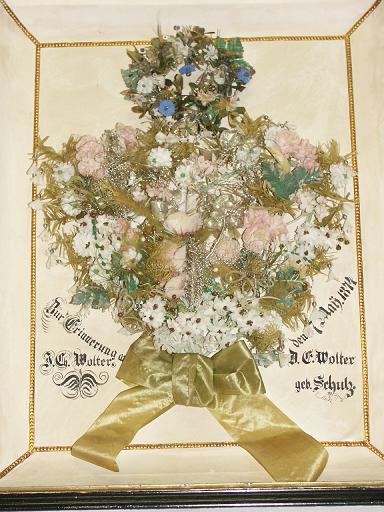
Gerahmter Hochzeitsschmuck 1874: Borstbloom der Braut und Zylinderkranz des Bräutigams

Der Maßstab der Tracht lag vornehmlich bei den einflussreichen Familien eines Kirchspiels. Darunter gibt es etliche Abstufungen in Güte des Materials und der Vielfalt der kompletten Garnituren für die verschiedenen Anlässe. Hier unterscheidet man weiter nach sozialer Schichtung innerhalb der Gemeinschaft (Bauern, Tagelöhner, An- und Abbauern etc.). Tracht war keine „starre“ Kleidung. Die Regeln für Farbe und Anlass waren die beständigsten, variabel war der Einfluss, den zum Großteil die Händler hatten, durch die angebotene Ware, die sich stark an der Mode orientierte. Regionalspezifisch bleibt die Verarbeitung in Schnitt und Kombination.
Im Kleidungsreglement für die einzelnen Anlässe gibt es weitere Unterscheidungen nach Freud- und Leidzeit, Alter und Familienstand.
Das Kleidungsverhalten der Männer weist ab 1850 kaum noch aussagefähige Reglements auf und unterscheidet sich so nicht sonderlich von der zeitgenössischen, städtischen Mode. Lediglich einige Accessoires bestimmter Anlässe werden auch später noch zum persönlichen Ausdruck des Trägers (z. B. Taschen- und Schultertücher; hohe, oben breitere Zylinder, Söbendolersmütz).
Bezogen auf das Kleidungsverhalten ist davon aus zu gehen, dass die einst wendische Kultur nur noch begrenzt Einfluss genommen hat. Im Allgemeinen ist erkennbar, dass die wendländische Tracht kleidungsspezifisch den üblichen Regeln der niedersächsischen Trachtenlandschaft folgte.
Eine Ausstellung mit wendländischen Trachten gibt es im Rundlingsmuseum in einem eigens dafür gestalteten Trachtenhaus.

Arbeitstrachten im Hannoverschen Wendland

Buerbeertracht

## Mützenformen

Hohe Festtracht für Verlobte und verheiratete Frauen

Das beste Erkennungszeichen einer Trachtenlandschaft ist für gewöhnlich die Mütze der Frau. Mützen unterm Kinn zu binden ist in der Literatur ab 1720 nachgewiesen. Frühe Belegteile finden sich wenige, mehr gibt es erst ab etwa 1800. Im Wendland finden wir neben den Kopftüchern (auch „Flünck“ genannt) zwei Mützenformen, die jeweils eine Art der 3-Stücks-Mütze darstellen. Der Unterbau besteht aus Pappe, beidseitig mit Hede gefüttert und mit Leinen bezogen und durchsteppt.
Es gibt die „Runn-Mütze“ – die ältere Form, sowie die „Timp-Mütze“, die etwa ab 1810 ihre Entwicklung bis in die 1840er Jahre nahm.
- bis ca. 1800: Runn-Mütz mit Seide oder gemustertem Rips bezogen, teilweise auch bestickt mit Golddraht
- 1790–1820: Seidenbrokat
- 1820–1840: Samt, auch bestickt. Besatz der Nähte mit Goldbrokat und Einfassung des äußeren Randes mit einer Paspel
- ab 1840 keine grundlegende Veränderung. Die Runn-Mütze ist von außen ringsum mit einem entsprechenden Band so besetzt, dass lediglich obenauf ein weitschenkeliges Dreieck unbedeckt ist, welches mit Perlen und Pailletten oder einem entsprechenden Band ausgeziert ist.

Auch die Timp-Mütze hat die Entwicklung abgeschlossen, untergliedert sich jetzt aber in altlasbandige, taftbandige, schlichtbandige, damastbandige und goldbandige.
Der angefügte Strich aus durchwirktem Tüll oder Batist für bestimmte Anlässe ist der einzig sichtbare Rest einer ursprünglichen Untermütze, die aber spätestens ab 1850 keine Verwendung mehr fand.
Kirchspiele, in denen beide Mützenformen vorhanden waren, befolgten darin farbliche Regeln:
- rote Runn-Mütze ab Einschulung bis Konfirmation
- rote Timp-Mütze ab Konfirmation bis zur Verlobung
- goldene Timp-Mütze ab Verlobung bis Hochzeit, danach nur noch zur hohen Festtracht, bis Tochter konfirmiert ist
- schwarze Timp-Mütze für Verheiratete oder spätestens um das 35. Lebensjahr, danach Abstufungen dieser Mütze über taftbandig und schlichtbandig.

## Arbeitstracht
Die in den musealen Sammlungen auffindbaren Teile der Alltagskleidung lassen die eigentlichen Eigenheiten einer Region erkennen, denn diese bestand immer auch aus den abgenutzten Textilien besserer Garnituren. Schnitte und Stoffart älterer Zeit haben sich darin langsamer verändert.
Fast sämtliche Kleidung für die Arbeit wurde selbst verfertigt. Während in der Heide nur Stoffe in Leinwandbindung hergestellt wurden, waren die Stoffe im Wendland in Köperbindung hergestellt, die fester und strapazierfähiger sind. Bis zu 5-schäftig webte man den Stoff für Röcke, Hosen, Westen und Mieder.
Als Material diente oft ein Leinen-Wolle-Gemisch, auch als Beiderwand oder Dreikamm bezeichnet. Die Farben wurden durch Färben der Garne oder Stoffe beim Lappenfärber in der Stadt erreicht. So entstanden in den heimischen Webereien die vielfältigsten Streifenmuster in Kombination rot-grün-dunkelrot, grün-schwarz-blau, blau-rot-schwarz. Die Farben rot und blau galten als Nationalfarben der Wendländer. Auch der Blaudruck wurde hier betrieben.
Diese Farbigkeit fand sich auch in den festlichen Trachten bis etwa 1840, doch die modischen Einflüsse veränderten das Bild in immer gedämpftere Farbtöne, bis schließlich die dunklen Farben bei den Röcken und Jacken von Frauen und Männern dominierten.
Die noch vorhandenen Teile wurden aufgetragen, aber für die Arbeit auch weiterhin produziert.
Die Qualität der Stoffe ist mäßig, denn für die Arbeit nutzte man eher grobe Stoffe, teilweise auch ungebleicht. Nur auf dem Weg zur Arbeit und wieder nach Hause wurde z. B. eine ausgezierte feine Leinenschürze vorgebunden, um bei etwaigen Begegnungen einen sauberen Eindruck zu erzeugen.
Während bei allen Trachtenvarianten im Hannoverschen Wendland knöchellange Röcke getragen wurden, sind die der Arbeitstracht gut wadenlang und auch die Schürzen dürfen kürzer sein als der Saum. Und auch der Mann trug bei der Arbeit oftmals eine Schürze, schon früher hatte er das sogenannte Vorhemd, ein weißer Leinenkittel, der, wie viele Teile der Arbeitstracht, gekocht werden konnte. Insbesondere achtete man darauf, den blassen Teint zu schützen, dazu dienten u. a. Stulpen für die Arme und die Flünck-Haube, sowie der Strohhut beim Mann.
Schuhwerk war spärlich in der Nutzung. Im Hause und auf dem Hof trug man zwar Holzpantinen, aber auf dem Feld wurde meist „plattbarft“ (barfuß) gearbeitet. Strümpfe trug man nur an sehr kalten Tagen.
Eine Besonderheit zeigt sich uns beim Kopftuch der Frauen. Bis zum Ausklingen der Tracht wurden hier noch immer die auf Pappe gespendelten Tücher getragen, unterm Hals und im Nacken mit Bänder gebunden. Sie sind auch bekannt als „Flünck“. Diese Form ist die älteste Kopfbedeckung, denn sie weist keinen Schnitt auf, es gibt keine Nähte. Zwar wurde das Tuch an sich gefälliger in der Form, wurde aber erst um 1930 herum von den weit verbreiteten „Flüster- oder Schleierhüten“ mit eingenähtem Peddig abgelöst.

## Tanztrachten

Tanztrachten

Es gab verschiedene Kleiderordnungen für verschiedene Tanzveranstaltungen.
Der Dorf-Krug veranstaltete an einigen Tagen im Jahr den Nachmittagstanz am Sonntag. Für gewöhnlich ging man im „Sonntags-Staate“ zur Kirche, also in der gewöhnlichen sonntäglichen Kirchgangstracht. Danach zog man sich um. Zwar war der Kleidungstyp gleich, doch wechselte man mindestens Schürze und Tuch. Es war ein besonderer Anlass, wenn zum Tanze aufgespielt wurde. So kleidete man sich in der besseren Garnitur, jedoch nicht in der Festtracht im hohen Staate.
Feste der dörflichen Gemeinschaft, die durch die Jugend (die Unverheirateten) organisiert wurden, hatten einen eigenen Kleidungsstil. Hier war das Bild noch bunter.
So ist die Buerbeertracht eine der schönsten Tanztrachten und wurde zu verschiedenen Feiern getragen (Buerbier, Kranzjagen, und einige mehr). Zu diesen Festen gesellten sich auch die „Knechen un Deerns“, die bei Bällen eher nicht vertreten waren. Auch benachbarte Dörfer waren zu Gast. Kennzeichnend sind hier grellbunte Röcke, Mieder, überwiegend rote Timp-Mützen, sowie der Tüllkragen, die Fraise mit den angesteckten Kragenschleifen.
Aber es gab auch Veranstaltungen, die nur in der eigenen dörflichen Gemeinschaft abgehalten werden (z. B. beim Namensbier, das ein Eingeheirateter an die Gemeinde geben musste, hierbei kam es oft zu Gelagen). Hierzu kleidete man sich in der gewöhnlichen Tanztracht. Sie ähnelte der Arbeitstracht sehr, aber das Leinenzeug ist ausgeziert und die Timp-Mütze Pflicht.

## Kirchgangstrachten

Kirchgangstrachten

An gewöhnlichen Sonntagen wird die sonntägliche Kirchgangstracht getragen, auch der „Sonntagsstaat“ genannt. Hier wurde neben der christlichen Andacht auch ein „Laufsteg“ abgehalten. Von vielen Gewährspersonen ist mündlich überliefert, dass man dort gerne mal bewertete, zuweilen auch eingestehen musste, sich nach der einen oder anderen umdrehen zu müssen, weil sie gut „betucht“ war.
Zu hohen kirchlichen Festen allerdings wurde am 1. Feiertag die Abendmahlstracht getragen. In ihr finden sich die ältesten überlieferten Elemente, die fast keine Veränderung erlebten, auch über viele Epochen hinweg.
An 2. Feiertagen kam dann die Festtracht im hohen Staate, für Bräute und Verheiratete auch mit goldener Mütze, zum Tragen. Des Weiteren gehörten dazu lange Handschuhe. Diese Tracht hat sich ab etwa 1840 entwickelt und ist bezeichnend für die letzte Phase des aktiven Trachttragens. In den meisten Gebieten, wo Tracht sich bis nach 1820 erhalten hat, wurde Schmuck, Auszierde und Kleidung immer wertvoller. Das wird nicht zuletzt an dem zunehmenden Wohlstand gelegen haben. Vielleicht mag dies auch ein Zeichen neuen Selbstbewusstseins gewesen sein, nachdem sich die Bauern aus der Lehnsherrschaft freigekauft hatten und nun eigener Herr auf eigener Scholle waren.
Zu den hohen Feiertagen ist auch mehrfach mündlich übermittelt, dass am 1. Feiertag die „Alten“ von den Höfen zur Kirche gingen, am 2. Feiertag die junge Generation den Kirchgang vollzog.

## Hochzeitstrachten

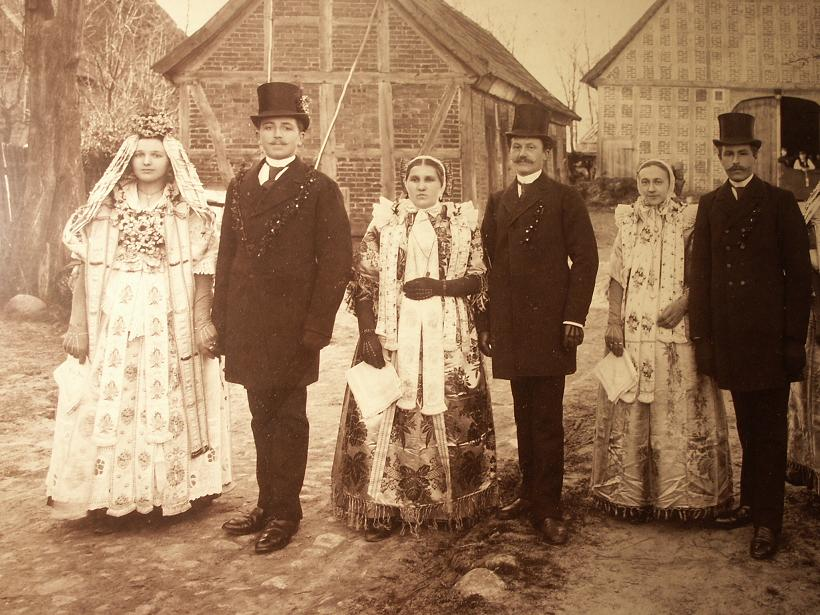
Brautzug nachgestellt um 1900: Brautpaar mit Trauleiterpaaren

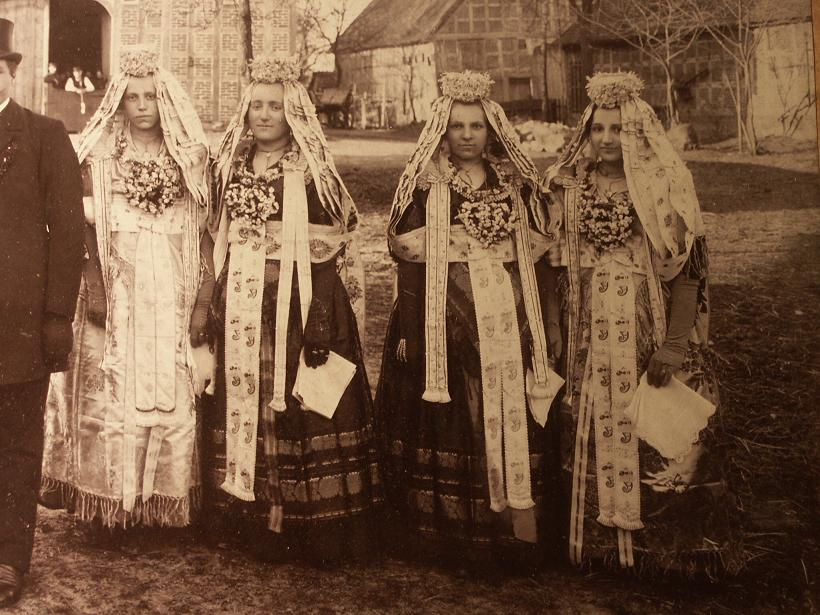
Brautzug nachgestellt um 1900: Brautjungfern

Zur Hochzeit wurde zweifelsohne nur das prächtigste „Zeuch“ am Leibe getragen. Es war der Höhepunkt im dörflichen Leben und Wirken. Die Wendländer feierten bis zu 10 Tage, weshalb schon früh Verbote dagegen ausgesprochen wurden.
Während dieser Tage zog man sich häufig um, teilweise mehrmals am Tage, und zeigte, was die Aussteuer hergab. Insgesamt gewährte man allen Gästen und Dorfbewohner freien Zutritt vor allem zur Besichtigung des Leinenschrankes und der übrigen Aussteuer.
Wie üblich, trägt die Braut zur Trauung die bunte Abendmahlstracht, ergänzt durch die Brautkrone, welche nur den Jungfrauen vorbehalten waren. Die Form der Kränze, nach oben offen, wird als wendisch bezeichnet. Der Brautkranz besteht aus der nach oben offenen Blütenkrone, dem Töhm (Bänder, die nach vorne über Schulter und Brust geführt werden) und den knöchellangen Kranzbändern, die idealerweise die Braut wie ein Zelt umgeben, mind. aber 2 an der Zahl sind. Weitere Accessoires sind die „Borstbloom“, die Brustrüsche, Taillenband und Brustbänder, lange Handschuhe sowie bis zu 4 Ziertaschentücher.
Auch die „Kranzdeerns“ (Brautjungfern), alle konfirmierten unverheirateten Mädchen, durften an diesem Tage Kränze tragen, wenn auch die Bänder daran nur knielang waren. Weit verbreitet war die Sitte, dass auch die Brautjungfern die Abendmahlstracht zur Trauung tragen. Als um 1840 jedoch die großen Seidengarnituren aufkamen und damit auch die hohe Festtracht, änderte sich dieser Brauch und die „modernere“ Kleidung war typisch.
Weiter hebt sich die Braut im Wendland von denen in Nachbarregionen ab. Nach der Trauung wechselt sie ihre Kleidung gegen die hohe Festtracht, die es in vielen Regionen gar nicht gibt. Dort „musste“ sie dann die beste Kirchgangstracht tragen. Der Brautkranz wird erst am 2. Hochzeitstag abends „abgetanzt“.

## Abendmahlstrachten

Nachtmahlstracht

Die Abendmahlstracht steht in jeder Region an oberster Stelle, was die Hierarchie der Kleiderordnung betrifft. Für jedes Mädchen war diese Garnitur eine Pflichtgabe zur Konfirmation. Darin finden sich meist die ältesten überlieferten Regeln, die am längsten geachtet wurden. In Abendmahlstracht darf mit einer Ausnahme nie getanzt werden: der Braut ist es gestattet, die Ehrentänze darin zu halten.

## Trauertrachten
Es sind verschiedene Trauerstufen bekannt, die sich einerseits auf die Kirchgangstrachten beziehen, andererseits auch auf die Alltagstrachten ausgestrahlt haben. Nur bei Hochzeit innerhalb der Trauerzeit galt für die Braut „Hochzeit hebt die Trauer“ und sie darf die Tracht der Freudenzeit unter wenigen Einschränkungen tragen. Dasselbe galt für die nächsten Angehörigen. Diese Fälle traten früher häufiger auf, denn es war auch u. a. ungeschriebenes Gesetz, innerhalb von 9 Monaten wieder zu heiraten, um z. B. einer Interimswirtschaft (Vormundschaft) zu entkommen, die teilweise für die Familie den Kontrollverlust über den Hof bedeutete.

Tracht für Tiefe Trauer (1. Trauerstufe)
2. Trauerstufe
Halbtrauertrachten im Hannoverschen Wendland
Austrauertrachten im Hannoverschen Wendland

Die Trauerphase zieht sich streng traditionell über knapp 2 Jahre hinweg. Die Familie geht zuerst in tiefer Trauer, anschließend in Trauer, dann in Halbtrauer, in der allmählich das schwarz weicht, bevor mit der Austrauer wieder Farbe den Einzug in die Tracht hält. In dieser Austrauertracht beginnt der Übergang zur Freudenzeit. Auf historischem Bildmaterial kommt es auch häufig vor, dass jüngere Menschen in „schlichterer“ Kleidung zu sehen sind. Das begründet sich meist mit der herrschenden Leid-Zeit, in der sie sich an die Trauerstufen zu halten hatten. Für viele Frauen bedeuteten mehrere Todesfälle in der Familie, dass sie u. U. schon im mittleren Alter gar nicht mehr die „rote Tracht“ der Freudenzeit erneut anlegen durften.
Weitere Verwandtschaft trägt für gewöhnlich jeweils 1 Trauerstufe vorgesetzt, steigt also nach der Beerdigung bei der 2. Trauertracht ein.
Verstorbene wurden in ihrer Abendmahlstracht in Gottesboden beigesetzt. Letzte Belege aus der Zeit um 1900 deuten allerdings darauf hin, dass man auch die Kirchgangstrachten wählte. Für Unverheiratete galt auch hier die Beisetzung unter Zugabe der Totenkrone.

## Bräuche/Aberglaube
Insbesondere der Abwehrzauber spiegelt sich in der Tracht noch lange wider: Flitter und Kantillen (Bouillondraht und Pailletten), die möglichst stark spiegeln; auch wird beim Anziehen das meiste mit Nadeln gesteckt (Grundregel: immer vom Herzen weg).

## Traditionspflege heute
Nachdem im Hannoverschen Wendland ab etwa 1880 die ersten Generationen geboren waren, die nicht mehr mit Tracht ausgestattet wurden, sondern modische Kleidung erhielten, verschwand auch die Eigenschaft des „Aushängeschildes“ in der Tracht. Eine Zuordnung des Standes, des Kirchspiels und der sozialen Stellung wurde aufgebrochen.
Im Allgemeinen kann man sagen, dass Frauen, die bis etwa 1875 geboren wurden, zumindest noch in Tracht aufgewachsen sind. Allerdings trifft das eher auf sozial schwächere Familien zu oder solche, die dem neuen gegenüber eher verschlossen waren.
Die Heimatbewegung, für die „Müller-Brauel“ in Niedersachsen ein Vorreiter war, nahm ihren Lauf. Immer mehr wurden Heimatfeste abgehalten in Gedenken an die alte Zeit. Auch Mente hat sich seinerzeit hier sehr engagiert. Die Gründung des Altertumsvereins 1905 war Motor für viele Mitglieder und Wohlgesinnte, diese neue Art der „Trachtenpräsenz“ zu pflegen bis in die „Hitler-Zeit“. Auch wurde in den 20er-Jahren der „Gesellschaftsverein“ gegründet, der ähnliche Aufgaben vertrat.
Als nach Kriegsende viele Jugendliche ohne „Aufgabe“ und Freizeitgestaltung waren, entstanden erste Jugendtanzkreise überall im Landkreis.
1955 kamen dann bei der 1000-Jahr-Feier in Jeetzel bei Lüchow auch die Trachten wieder zum Vorschein und hielten Einzug bei den Tanzkreisen.
Heute gibt es 2 Volkstanz- und Trachtengruppen, die sich die Brauchtumspflege zur Aufgabe gemacht haben. Allerdings hat sich die Darstellung von Tracht in authentischer Form stark verändert.
Viele andere Vereine (Erntefestverein, Buerbeerverein, Pfingstbierverein) tragen nach eigenen Aussagen auch Trachten, doch ist eine authentische Zuordnung nicht mehr möglich.
Die meisten Aktivitäten in diesem Bereich müssen leider als folkloristisch bezeichnet werden.